# Max Aardema
Max Aardema (Drachten, 11 februari 1963) is een Nederlands politicus namens de PVV. Sinds 6 december 2023 is hij lid van de Tweede Kamer der Staten-Generaal.
Aardema was werkzaam bij de politie Noord-Nederland, waar hij coördinator was van het crimeteam, en is sinds 2011 lid van de Provinciale Staten van Friesland, waar hij sinds 2015 fractievoorzitter is. In 2015 stelde hij zich beschikbaar als kandidaat voor de Eerste Kamer; hij kwam op de dertiende plek op de kandidatenlijst. Op 31 oktober 2017 werd hij geïnstalleerd als lid van de Eerste Kamer voor een periode tot en met 13 februari 2018 als vervanger van Martin van Beek, die met ziekteverlof ging. Van 14 maart tot 4 juli 2018 nam hij wederom waar voor Van Beek in verband met diens ziekteverlof. Op 16 oktober 2018 werd Aardema opnieuw Eerste Kamerlid, ditmaal in een vaste positie na het overlijden van Van Beek. Hij zou dit keer Eerste Kamerlid blijven tot midden 2019.
Op 6 december 2023 werd Aardema beëdigd als lid van de Tweede Kamer, omdat hij was verkozen bij de verkiezingen van 22 november dat jaar. Vanwege deze benoeming verliet hij de Friese Staten.

## Privéleven
Aardema is samenwonend in Drachten.
Max Aardema · Reinder Blaauw · Maikel Boon · Vincent van den Born · Martin Bosma · Willem Boutkan · René Claassen · Patrick Crijns · Marco Deen · Teun van Dijck · Emiel van Dijk · Eric Esser · Chris Faddegon · Dion Graus · Peter van Haasen · Hidde Heutink · Patrick van der Hoeff · Léon de Jong · Alexander Kops · Gidi Markuszower · Rachel van Meetelen · Jeremy Mooiman · Edgar Mulder · Jeanet Nijhof-Leeuw · Joeri Pool · Dennis Ram · Robert Rep · Raymond de Roon · Peter Smitskam · Folkert Thiadens · Nico Uppelschoten · Jan Valize · Martine van der Velde · Elmar Vlottes · Marina Vondeling · Henk de Vree · Geert Wilders
- Parlement.com: vkaqazblj5y5